# Stine Seed
Stine Seed ist ein US-amerikanischer Saatgutkonzern aus Adel, Iowa. Stine Seed ist der größte nicht-börsennotierte Saatguthersteller der Welt und befindet sich zu nahezu 100 % im Besitz des Milliardärs Harry Stine. Harry Stines Vermögen wurde 2019 durch die Zeitschrift Forbes auf rund 5,5 Milliarden US-Dollar geschätzt, was diesen zum reichsten Einwohner des Bundesstaates Iowa macht.
Stine Seed unterhält 15.000 acres (~ 61 km²) Agrarfläche in Iowa und entwickelt Mais- und Sojasaatgut für die Agrarindustrie. Im Jahr 2014 hielt Stine Seed über 900 Patente auf genetisch modifizierte Mais- und Sojasorten. Die erforschte Gen-Technologie für Mais- und Sojapflanzen wird teilweise an Konkurrenten wie Monsanto und Syngenta weiterverkauft. Rund 60 % des Sojabohnenanbaus in den USA wird durch gentechnisch verändertes Saatgut von Stine ausgemacht.
Das Unternehmen Stine Seed Farm wurde in den 1950er Jahren von Bill Stine, dem Vater von Harry Stine, gegründet. Das Geschäft beschränkte sich zunächst auf die Reinigung von geernteten Sojabohnen mittels eines transportablen Reinigungsgeräts. In den 1960er Jahren begann Harry Stine mit der Züchtung neuer Sojasorten, die er auf ihren Ertrag hin untersuchte. Seit dieser Zeit produziert Stine Saatgut, das durch das Unternehmen mit Fokus auf Ertragsstärke und Pflanzenresistenz entwickelt wird.